# جون فرازير (مهندس معماري)
جون فرازير (بالإنجليزية: John Fraser)‏ هو مهندس معماري أمريكي، ولد في 18 أكتوبر 1825 في شط، وتوفي في 26 ديسمبر 1906.